# Seznam dílů seriálu Haló, tady Indie
Toto je seznam dílů seriálu Haló, tady Indie. Americký komediální seriál Haló, tady Indie vysílala americká televize NBC premiérově od 23. září 2010 do 12. května 2011. Českou verzi uvedla televize Prima Cool v rámci vánočního maratonu od 24. prosince 2011 do 30. prosince 2011.
Děj vypráví o Američanovi, který má zničehonic vést call centrum v Indii a zažívá šok na každém kroku. Zjistí, že místní zaměstnanci potřebují pár lekcí z teorie americké konzumní kultury. To jim však nebrání dělat šéfovi naschvály a vymýšlet na něj různé podrazy.

## Přehled řad
| Řada | Díly | Premiéra v USA    | Premiéra v USA  | Premiéra v ČR     | Premiéra v ČR     |
| Řada | Díly | První díl         | Poslední díl    | První díl         | Poslední díl      |
| ---- | ---- | ----------------- | --------------- | ----------------- | ----------------- |
| 1    | 22   | 23. července 2010 | 12. května 2011 | 24. prosince 2011 | 30. prosince 2011 |

## Seznam dílů

### První řada (2010–2011)
| Č. v seriálu | Č. v řadě | Původní název                     | Český název                  | Režie               | Scénář                                         | Premiéra v USA     | Premiéra v ČR     |
| ------------ | --------- | --------------------------------- | ---------------------------- | ------------------- | ---------------------------------------------- | ------------------ | ----------------- |
| 1            | 1         | Pilot                             | Pilot                        | Ken Kwapis          | George Wing a John Jeffcoat                    | 23. července 2010  | 24. prosince 2011 |
| 2            | 2         | The Measure of a Manmeet          | Harém po telefonu            | Victor Nelli mladší | Paul A. Kaplan a Mark Torgove                  | 30. července 2010  | 24. prosince 2011 |
| 3            | 3         | Party of Five                     | Společné rande               | Gail Mancuso        | Robert Borden                                  | 7. října 2010      | 24. prosince 2011 |
| 4            | 4         | Jolly Vindaloo Day                | Boj o vyvolenou              | Victor Nelli mladší | Linda Videtti Figueiredo                       | 14. října 2010     | 24. prosince 2011 |
| 5            | 5         | Touched by an Anglo               | Dotek Amíka                  | Ken Kwapis          | Michael Pennie                                 | 21. října 2010     | 24. prosince 2011 |
| 6            | 6         | Bolloween                         | Halloween po indicku         | Michael Lehmann     | Sonny Lee a Patrick Walsh                      | 28. října 2010     | 24. prosince 2011 |
| 7            | 7         | Truly, Madly, Pradeeply           | Opravdově, šíleně, vymyšleně | Victor Nelli mladší | Michael Loftus                                 | 4. listopadu 2010  | 25. prosince 2011 |
| 8            | 8         | Home for the Diwalidays           | Svátek Diwali                | Linda Mendoza       | Vera Santamaria                                | 11. listopadu 2010 | 25. prosince 2011 |
| 9            | 9         | Temporary Monsanity               | Boj o rekord                 | Reggie Hudlin       | Laura Gutin                                    | 18. listopadu 2010 | 25. prosince 2011 |
| 10           | 10        | Homesick to My Stomach            | Stesk po domově              | John Putch          | David Gross a Greg Lisbe                       | 2. prosince 2010   | 25. prosince 2011 |
| 11           | 11        | A Sitar is Born                   | Zrodil se pěvec              | John Scott          | Geetika Lizardi                                | 20. ledna 2011     | 25. prosince 2011 |
| 12           | 12        | Sari, Charlie                     | Promiň, Charlie              | Victor Nelli mladší | Luvh Rakhe                                     | 27. ledna 2011     | 25. prosince 2011 |
| 13           | 13        | Training Day                      | Teambuilding                 | Victor Nelli mladší | Pete Holmes                                    | 3. února 2011      | 26. prosince 2011 |
| 14           | 14        | The Todd Couple                   | Soused                       | Reggie Hudlin       | Amit Bhalla                                    | 10. února 2011     | 26. prosince 2011 |
| 15           | 15        | Guess Who's Coming to Delhi       | Hádej, kdo přijede do Dillí  | Matt Shakman        | Terry Mulroy                                   | 17. února 2011     | 27. prosince 2011 |
| 16           | 16        | Take This Punjab and Shove It     | Boj o zaměstnance            | Dennie Gordon       | Robert Borden                                  | 24. února 2011     | 27. prosince 2011 |
| 17           | 17        | Todd's Holi War                   | Toddova válka                | Victor Nelli mladší | Michael Pennie                                 | 17. března 2011    | 28. prosince 2011 |
| 18           | 18        | Gupta's Hit & Manmeet's Missus    | Gupta vrací úder             | Troy Miller         | Mark Torgrove a Paul A. Kaplan                 | 24. března 2011    | 28. prosince 2011 |
| 19           | 19        | Charlie Curries a Favor From Todd | Posila v týmu                | Kevin Dowling       | Linda Videtti Figueiredo                       | 7. dubna 2011      | 29. prosince 2011 |
| 20           | 20        | Mama Sutra                        | Mámasútra                    | Alex Hardcastle     | Patrick Walsh a Sonny Lee                      | 14. dubna 2011     | 29. prosince 2011 |
| 21           | 21        | Rajiv Ties the Baraat (Part 1)    | Rajiv se žení (1. část)      | Victor Nelli mladší | Michael Loftus                                 | 5. května 2011     | 30. prosince 2011 |
| 22           | 22        | Rajiv Ties the Baraat (Part 2)    | Rajiv se žení (2. část)      | Victor Nelli mladší | námět: Charlie Hornsby scénář: Vera Santamaria | 12. května 2011    | 30. prosince 2011 |